# 道滘大坟
道滘大坟，位于中国广东省东莞市东莞市道滘镇北永村，为东莞市的一个省级文物保护单位，类型为古墓葬，公布时间为2012年10月。
道滘大坟的历史年代为清代。